# Vlag van Workum
De vlag van Workum is op 6 juni 1957 bij raadsbesluit bevestigd als de gemeentelijke vlag van de Friese gemeente Workum (Fries: Warkum). De vlag wordt als volgt beschreven:
Vier even hoge horizontale banen, van boven naar beneden in de kleuren geel-zwart-geel-zwart, en waarvan de hoogte en de lengte (van de vlag) zich verhouden als 2 : 3

## Geschiedenis
De vlag komt voor in het manuscript dat bewaard wordt in het Historisch Centrum Leeuwarden, geschreven door Gerrit Hesman in 1708. Na 1750 komt de vlag tevens in buitenlandse vlaggenboeken voor. Toen men in 1907 het duizendjarig bestaan van de stad vierde, hingen de Workumse vlaggen. De Fryske Rie foar Heraldyk stelde daarom de oude stadsvlag in te stellen. De kleuren zijn ontleend aan het wapen van Workum.
Per 1 januari 2011 is de gemeente Workum opgegaan in de nieuw opgerichte gemeente Súdwest-Fryslân. De gemeentevlag van Workum is hierdoor komen te vervallen.

## Verwante afbeeldingen

Het wapen van Workum

Aengwirden 
· Baarderadeel 
· Barradeel 
· het Bildt 
· Bolsward 
· Boornsterhem 
· Dokkum 
· Dongeradeel 
· Doniawerstal 
· Ferwerderadeel 
· Franeker 
· Franekeradeel 
· Gaasterland 
· Gaasterland-Sloten 
· Haskerland 
· Hemelumer Oldeferd 
· Hennaarderadeel 
· Hindeloopen 
· Idaarderadeel 
· IJlst 
· Kollumerland en Nieuwkruisland 
· Leeuwarderadeel 
· Lemsterland 
· Littenseradeel 
· Menaldumadeel 
· Nijefurd 
· Oostdongeradeel 
· Rauwerderhem 
· Schoterland 
· Skarsterlân 
· Sloten 
· Sneek 
· Stavoren 
· Terschelling en Vlieland 
· Utingeradeel 
· Westdongeradeel 
· Wonseradeel 
· Workum 
· Wymbritseradeel